# 中国地方の史跡一覧
中国地方の史跡一覧（ちゅうごくちほうのしせきいちらん）は、中国地方にある史跡を一覧形式でまとめたものである。

## 鳥取県
鳥取県では、特別史跡1件を含む計33件が指定されている（2都道府県以上にまたがる史跡1件を含む）。

### 国指定
特別史跡
- 斎尾廃寺跡（さいのおはいじあと）〔東伯郡琴浦町〕

史跡
- 智頭往来（ちづおうらい）〔八頭郡智頭町〕
  - 志戸坂峠越（しとさかとうげごえ）
- 土師百井廃寺跡（はじももいはいじあと）〔八頭郡八頭町〕
- 若桜鬼ヶ城跡（わかさおにがじょうあと）〔八頭郡若桜町〕
- 岩井廃寺塔跡（いわいはいじとうあと）〔岩美郡岩美町〕
- 山陰道（さんいんどう）〔鳥取県岩美郡岩美町・島根県鹿足郡津和野町〕
  - 蒲生峠越（がもうとうげごえ）
  - 徳城峠越（とくじょうとうげごえ）
  - 野坂峠越（のさかとうげごえ）
- 鳥取藩台場跡（とっとりはんだいばあと）〔東伯郡北栄町・東伯郡湯梨浜町・境港市 ・米子市・岩美郡岩美町〕
  - 由良台場跡（ゆらだいばあと）
  - 境台場跡（さかいだいばあと）
  - 淀江台場跡（よどえだいばあと）
  - 橋津台場跡（はしづだいばあと）
  - 浦富台場跡（うらとみだいばあと）
  - 赤崎台場跡（あかさきだいばあと）
- 青谷上寺地遺跡（あおやかみじちいせき）〔鳥取市〕
- 因幡国庁跡（いなばこくちょうあと）〔鳥取市〕
- 伊福吉部徳足比売墓跡（いふきべのとこたりひめのはかあと）〔鳥取市〕
- 梶山古墳（かじやまこふん）〔鳥取市〕
- 栃本廃寺跡（とちもとはいじあと）〔鳥取市〕
- 鳥取城跡 附 太閤ヶ平（とっとりじょうせき つけたり たいこうがなる）〔鳥取市〕
- 鳥取藩主池田家墓所（とっとりはんしゅいけだけぼしょ）〔鳥取市〕
- 布勢古墳（ふせこふん）〔鳥取市〕
- 北山古墳（きたやまこふん）〔東伯郡湯梨浜町〕
- 橋津古墳群（はしづこふんぐん）〔東伯郡湯梨浜町〕
- 伯耆一宮経塚（ほうきいちのみやきょうづか）〔東伯郡湯梨浜町〕
- 三徳山（みとくさん）〔東伯郡三朝町〕
  - 三仏寺
- 阿弥大寺古墳群（あみだいじこふんぐん）〔倉吉市〕
- 大原廃寺塔跡（おおはらはいじとうあと）〔倉吉市〕
- 大御堂廃寺跡（おおみどうはいじあと）〔倉吉市〕
- 三明寺古墳（さんみょうじこふん）〔倉吉市〕
- 伯耆国府跡（ほうきこくふあと）〔倉吉市〕
  - 国庁跡（こくちょうあと）
  - 法華寺畑遺跡（ほっけじばたいせき）
  - 不入岡遺跡（ふにおかいせき）[注釈 1]
- 伯耆国分寺跡（ほうきこくぶんじあと）〔倉吉市〕
- 船上山行宮跡（せんじょうさんあんぐうあと）〔東伯郡琴浦町〕
- 大山寺旧境内（だいせんじきゅうけいだい）〔西伯郡大山町〕
- 妻木晩田遺跡（むきばんだいせき）〔西伯郡大山町・米子市〕
- 青木遺跡（あおきいせき）〔米子市〕
- 上淀廃寺跡（かみよどはいじあと）〔米子市〕
- 福市遺跡（ふくいちいせき）〔米子市〕
- 向山古墳群（むこうやまこふんぐん）〔米子市〕
- 米子城跡（よなごじょうあと）〔米子市〕

### 県指定
鳥取県指定史跡については鳥取県指定文化財一覧#史跡を参照のこと。

## 島根県
島根県では、57件が指定されている（2都道府県以上にまたがる史跡2件を含む）。

### 国指定
史跡
- 荒島古墳群（あらしまこふんぐん）〔安来市〕
  - 大成古墳（おおなりこふん）
  - 造山古墳群（つくりやまこふんぐん）
  - 塩津山墳墓群（しおつやまこふんぐん）
- 岩舟古墳（いわふねこふん）〔安来市〕
- 仲仙寺古墳群（ちゅうせんじこふんぐん）〔安来市〕
- 富田城跡（とだじょうあと）〔安来市〕
- 安来一里塚（やすぎいちりづか）〔安来市〕
- 安部谷古墳（あべだにこふん）〔松江市〕
- 伊志見一里塚（いじみいちりづか）〔松江市〕
- 石屋古墳（いしやこふん）〔松江市〕
- 出雲国府跡（いずもこくふあと）〔松江市〕
- 出雲国分寺跡 附 古道（いずもこくぶんじあと つけたり こどう）〔松江市〕
- 出雲玉作跡（いずもたまつくりあと）〔松江市〕
- 出雲国山代郷遺跡群（いずものくにやましろごういせきぐん）〔松江市〕
  - 正倉跡（しょうそうあと）
  - 北新造院跡（きたしんぞういんあと）
- 岩屋寺跡古墳（いわやじあとこふん）〔松江市〕
- 大庭鶏塚（おおばにわとりづか）〔松江市〕
- 岡田山古墳（おかだやまこふん）〔松江市〕
- 菅田庵（かんでんあん）〔松江市〕
- 金崎古墳群（きんざきこふんぐん）〔松江市〕
- 小泉八雲旧居（こいずみやくもきゅうきょ）〔松江市〕
- 権現山洞窟住居跡（ごんげんやまどうくつじゅうきょあと）〔松江市〕
- 佐太・講武貝塚（さだ・こうぶかいづか）〔松江市〕
- サルガ鼻洞窟住居跡（さるがはなどうくつじゅうきょあと）〔松江市〕
- 田和山・神後田遺跡（たわやま・じごでいせき）〔松江市〕
- 丹花庵古墳（たんげあんこふん）〔松江市〕
- 徳連場古墳（とくれんばこふん）〔松江市〕
- 松江城（まつえじょう）〔松江市〕
- 松江藩主松平家墓所（まつえはんしゅまつだいらけぼしょ）〔松江市〕
- 山代二子塚（やましろふたこづか）〔松江市〕
- 山代方墳（やましろほうふん）〔松江市〕
- 加茂岩倉遺跡（かもいわくらいせき）〔雲南市〕
- 上島古墳（あげしまこふん）〔出雲市〕
- 出雲国山陰道跡〔出雲市〕
- 猪目洞窟遺物包含層（いのめどうくついぶつほうがんそう）〔出雲市〕
- 今市大念寺古墳（いまいちだいねんじこふん）〔出雲市〕
- 鰐淵寺境内（がくえんじけいだい）〔出雲市〕
- 上塩冶地蔵山古墳（かみえんやじぞうやまこふん）〔出雲市〕
- 上塩冶築山古墳（かみえんやつきやまこふん）〔出雲市〕
- 国富中村古墳（くにどみなかむらこふん）〔出雲市〕
- 荒神谷遺跡（こうじんだにいせき）〔出雲市〕
- 出西・伊波野一里塚（しゅっさい・いわのいちりづか）〔出雲市〕
- 宝塚古墳（たからづかこふん）〔出雲市〕
- 田儀櫻井家たたら製鉄遺跡（たぎさくらいけたたらせいてついせき）〔出雲市〕
- 西谷墳墓群（にしだにふんぼぐん）〔出雲市〕
- 石見銀山遺跡（いわみぎんざんいせき）〔大田市〕[注釈 2]
  - 羅漢寺五百羅漢
- 石見銀山街道〔邑智郡美郷町〕
- 久喜銀山遺跡〔邑智郡邑南町〕
- 石見国分寺跡（いわみこくぶんじあと）〔浜田市〕
- 下府廃寺塔跡（しもこうはいじとうあと）〔浜田市〕
- 周布古墳（すふこふん）〔浜田市〕
- 医光寺庭園（いこうじていえん）〔益田市〕
- 大元古墳〔益田市〕
- スクモ塚古墳（すくもづかこふん）〔益田市〕
- 中須東原遺跡（なかずひがしはらいせき）〔益田市〕
- 益田氏城館跡（ますだしじょうかんあと）〔益田市〕
  - 七尾城
  - 三宅御土居
- 万福寺庭園（まんぷくじていえん） 〔益田市〕
- 津和野城跡（つわのじょうあと）〔鹿足郡津和野町〕
- 西周旧居（にしあまねきゅうきょ）〔鹿足郡津和野町〕
- 森鷗外旧宅（もりおうがいきゅうたく）〔鹿足郡津和野町〕
- 山陰道（さんいんどう）〔鳥取県岩美郡岩美町・島根県鹿足郡津和野町〕
  - 蒲生峠越（がもうとうげごえ）
  - 徳城峠越（とくじょうとうげごえ）
  - 野坂峠越（のさかとうげごえ）
- 津和野藩主亀井家墓所 附 亀井茲矩墓〔島根県鹿足郡津和野町・鳥取県鳥取市〕
- 隠岐国分寺境内（おきこくぶんじけいだい）〔隠岐郡隠岐の島町〕

### 県指定
島根県指定史跡については島根県指定文化財一覧#史跡を参照のこと。

## 岡山県
岡山県では、特別史跡1件を含む計47件が指定されている（2都道府県以上にまたがるもの1件を含む）。

### 国指定
特別史跡
- 旧閑谷学校 附 椿山 石門 津田永忠宅跡及び黄葉亭（きゅうしずたにがっこう つけたり つばきやま せきもん つだながただたくあと および こうようてい）〔備前市〕

史跡
- 鶴山丸山古墳（つるやままるやまこふん）〔備前市〕
- 備前陶器窯跡（びぜんとうきかまあと）〔備前市〕
  - 伊部南大窯跡（いんべみなみおおがまあと）
  - 伊部西大窯跡（いんべにしおおがまあと）
  - 伊部北大窯跡（いんべきたおおがまあと）
- 門田貝塚（かどたかいづか）〔瀬戸内市〕
- 寒風古窯跡群（さぶかぜこようせきぐん）〔瀬戸内市〕
- 朝鮮通信使遺跡（ちょうせんつうしんしいせき）〔広島県・岡山県・静岡県〕
  - 鞆福禅寺境内（ともふくぜんじけいだい）〔広島県福山市〕
  - 牛窓本蓮寺境内（うしまどほんれんじけいだい）〔岡山県瀬戸内市〕
  - 興津清見寺境内（おきつせいけんじけいだい）〔静岡県静岡市〕
- 熊山遺跡（くまやまいせき）〔赤磐市〕
- 備前国分寺跡（びぜんこくぶんじあと）〔赤磐市〕
- 両宮山古墳（りょうぐうざんこふん）〔赤磐市〕
- 浦間茶臼山古墳（うらまちゃうすやまこふん）〔岡山市〕
- 大多羅寄宮跡（おおだらよせみやあと）〔岡山市〕
- 大廻小廻山城跡（おおめぐりこめぐりさんじょうあと）〔岡山市〕
- 岡山城跡（おかやまじょうあと）〔岡山市〕
- 尾上車山古墳（おのうえくるまやまこふん）〔岡山市〕
- 旧岡山藩藩学（きゅうおかやまはんはんがく）〔岡山市〕
- 賞田廃寺跡（しょうだはいじあと）〔岡山市〕
- 神宮寺山古墳（じんぐうじやまこふん）〔岡山市〕
- 惣爪塔跡（そうづめとうあと）〔岡山市〕
- 高松城跡 附 水攻築堤跡（たかまつじょうあと つけたり みずぜめちくていあと）〔岡山市〕
- 造山古墳 第一、二、三、四、五、六古墳（つくりやまこふん だいいち・に・さん・し・ご・ろくこふん）〔岡山市〕
- 津島遺跡（つしまいせき）〔岡山市〕
- 幡多廃寺塔跡（はたはいじとうあと）〔岡山市〕
- 彦崎貝塚（ひこざきかいづか）〔岡山市〕
- 真金一里塚（まがねいちりづか）〔岡山市〕
- 万富東大寺瓦窯跡（まんとみとうだいじかわらがまあと）〔岡山市〕
- 牟佐大塚古墳（むさおおつかこふん）〔岡山市〕
- 岡山藩主池田家墓所 附 津田永忠墓（おかやまはんしゅいけだけぼしょ つけたり つだながただのはか）〔岡山市、備前市、和気郡和気町〕
  - 曹源寺
  - 和意谷池田家墓所
- 鬼城山（きのじょうざん）〔総社市〕
- こうもり塚古墳（こうもりづかこふん）〔総社市〕
- 作山古墳 第一古墳（つくりやまこふん だいいちこふん）〔総社市〕
- 備中国分寺跡（びっちゅうこくぶんじあと）〔総社市〕
- 備中国分尼寺跡（びっちゅうこくぶんにじあと）〔総社市〕
- 福山城跡（ふくやまじょうあと）〔総社市〕
- 楯築遺跡（たてつきいせき）〔倉敷市〕
- 箭田大塚古墳（やたおおつかこふん）〔倉敷市〕
- 下道氏墓（英語版）（しもつみちうじのはか）〔小田郡矢掛町〕
- 津雲貝塚（つくもかいづか）〔笠岡市〕
- 笠神の文字岩（英語版）（かさがみのもじいわ）〔高梁市〕
- 備中松山城跡（びっちゅうまつやまじょうあと）〔高梁市〕
- 大谷・定古墳群（おおや・さだこふんぐん ）〔真庭市〕
- 四ツ塚古墳群（よつづかこふんぐん）〔真庭市〕
- 院庄館跡（児島高徳伝説地）（いんのしょうやかたあと（こじまたかのりでんせつち））〔津山市〕
- 三成古墳（さんなりこふん）〔津山市〕
- 津山城跡（つやまじょうあと）〔津山市〕
- 箕作阮甫旧宅（みつくりげんぽきゅうたく）〔津山市〕
- 美作国分寺跡（みまさかこくぶんじあと）〔津山市〕
- 美和山古墳群（みわやまこふんぐん）〔津山市〕

### 県指定
岡山県指定史跡については岡山県指定文化財一覧#史跡を参照のこと。

## 広島県
広島県では、特別史跡2件を含む計27件が指定されている（2都道府県以上にまたがるもの1件を含む）。

### 国指定
特別史跡
- 廉塾ならびに菅茶山旧宅（れんじゅく ならびに かんちゃざんきゅうたく）〔福山市〕
- 厳島（いつくしま）〔廿日市市〕[注釈 3]

史跡
- 一宮（桜山慈俊挙兵伝説地）（いちのみや（さくらやまこれとしきょへいでんせつち））〔福山市〕
- 福山城跡（ふくやまじょうあと）〔福山市〕
- 二子塚古墳（ふたごづかこふん）〔福山市〕
- 宮の前廃寺跡（みやのまえはいじあと）〔福山市〕
- 朝鮮通信使遺跡（ちょうせんつうしんしいせき）〔広島県・岡山県・静岡県〕
  - 鞆福禅寺境内（ともふくぜんじけいだい）〔広島県福山市〕
  - 牛窓本蓮寺境内（うしまどほんれんじけいだい）〔岡山県瀬戸内市〕
  - 興津清見寺境内（おきつせいけんじけいだい）〔静岡県静岡市〕
- 備後国府跡（びんごこくふあと）〔府中市〕
- 小早川氏城跡（こばやかわししろあと）〔三原市〕
  - 高山城跡（たかやまじょうあと）
  - 新高山城跡（にいたかやまじょうあと）
  - 三原城跡（みはらじょうあと）
- 御年代古墳（みとしろこふん）〔三原市〕
- 横見廃寺跡（よこみはいじあと）〔三原市〕
- 安芸国分寺跡（あきこくぶんじあと）〔東広島市〕
- 鏡山城跡（かがみやまじょうあと）〔東広島市〕
- 三ツ城古墳（みつじょうこふん）〔東広島市〕
- 原爆ドーム（旧広島県産業奨励館）（げんばくどーむ（きゅうひろしまけんさんぎょうしょうれいかん））〔広島市〕[注釈 4]
- 中小田古墳群（なかおだこふんぐん）〔広島市〕
- 広島城跡（ひろしまじょうあと）〔広島市〕
- 頼山陽居室（らいさんようきょしつ）〔広島市〕
- 吉川氏城館跡（きっかわしじょうかんあと）〔山県郡北広島町〕
  - 駿河丸城跡（するがまるじょうあと）
  - 小倉山城跡（おぐらやまじょうあと）
  - 日山城跡（ひのやまじょうあと）
  - 吉川元春館跡（きっかわもとはるやかたあと）
- 甲立古墳（こうたちこふん）〔安芸高田市〕
- 毛利氏城跡（もうりししろあと）〔安芸高田市〕
  - 多治比猿掛城跡（たじひさるかけじょうあと）
  - 郡山城跡（こおりやまじょうあと）
- 浄楽寺・七ツ塚古墳群（じょうらくじ・ななつづかこふんぐん）〔三次市〕
  - 広島県立みよし風土記の丘
- 陣山墳墓群（じんやまふんぼぐん）〔三次市〕
- 寺町廃寺跡（てらまちはいじあと）〔三次市〕
- 花園遺跡（はなぞのいせき）〔三次市〕
- 矢谷古墳（やだにこふん）〔三次市〕
- 寄倉岩陰遺跡（よせくらいわかげいせき）〔庄原市〕

### 県指定
広島県指定史跡については広島県指定文化財一覧#史跡を参照のこと。

## 山口県
山口県では、41件が指定されている。

### 国指定
史跡
- 茶臼山古墳（ちゃうすやまこふん）〔柳井市〕
- 石城山神籠石（いわきさんこうごいし）〔光市〕
- 敷山城跡（しきやまじょうあと）〔防府市〕
- 周防国衙跡（すおうこくがあと）〔防府市〕
- 周防国分寺旧境内（すおうこくぶんじきゅうけいだい）〔防府市〕
- 大日古墳（だいにちこふん）〔防府市〕
- 朝田墳墓群（あさだふんぼぐん）〔山口市〕
- 大内氏遺跡 附 凌雲寺跡（おおうちしいせき つけたり りょううんじあと）〔山口市〕
  - 大内館跡（おおうちしやかたあと）
  - 築山館跡（つきやまやかたあと）
  - 高嶺城跡（こうのみねじょうあと）
  - 凌雲寺跡（りょううんじあと）
- 大村益次郎墓（おおむらますじろうはか）〔山口市〕
- 佐波川関水（さばがわせきみず）〔山口市〕
- 常栄寺庭園（じょうえいじていえん）〔山口市〕
- 陶陶窯跡（すえのすえかまあと）〔山口市〕
- 周防鋳銭司跡（すおうちゅうせんしあと）〔山口市〕
- 野谷石風呂（のたにのいしぶろ）〔山口市〕
- 周防灘干拓遺跡（すおうなだかんたくいせき）〔山陽小野田市・山口市〕
  - 高泊開作浜五挺唐樋（たかどまりかいさくはまごちょうからひ）〔山陽小野田市〕
  - 名田島新開作南蛮樋（なたじましんかいさくなんばんひ）〔山口市〕
- 長登銅山跡（ながのぼりどうざんあと）〔美祢市〕
- 綾羅木郷遺跡（あやらぎごういせき）〔下関市〕
- 梶栗浜遺跡（かじくりはまいせき）〔下関市〕
- 仁馬山古墳（じんまやまこふん）〔下関市〕
- 高杉晋作墓（たかすぎしんさくはか）〔下関市〕
- 長州藩下関前田台場跡（ちょうしゅうはんしものせきまえだだいばあと）〔下関市〕
- 土井ヶ浜遺跡（どいがはまいせき）〔下関市〕
- 長門鋳銭所跡（ながとちゅうせんしょあと）〔下関市〕
- 中山忠光墓（なかやまただみつはか）〔下関市〕
- 大日比ナツミカン原樹（おおひびなつみかんげんじゅ）〔長門市〕
- 青海島鯨墓（おおみじまくじらばか）〔長門市〕
- 村田清風旧宅及び墓（むらたせいふうきゅうたくおよびはか）〔長門市〕
- 伊藤博文旧宅（いとうひろぶみきゅうたく）〔萩市〕
- 大板山たたら製鉄遺跡（おおいたやまたたらせいてついせき）〔萩市〕[注釈 5]
- 木戸孝允旧宅（きどたかよしきゅうたく）〔萩市〕
- 旧萩藩御船倉（きゅうはぎはんおふなぐら）〔萩市〕
- 松下村塾（しょうかそんじゅく）〔萩市〕[注釈 6]
- 旧萩藩校明倫館（きゅうはぎはんこうめいりんかん）〔萩市〕
  - 水練池
  - 有備館
  - 明倫館碑
- 萩城跡（はぎじょうあと）〔萩市〕
- 萩城城下町（はぎじょうじょうかまち）〔萩市〕[注釈 7]
- 萩反射炉（はぎはんしゃろ）〔萩市〕[注釈 8]
- 見島ジーコンボ古墳群（みしまじーこんぼこふんぐん）〔萩市〕
- 吉田松陰幽囚ノ旧宅（よしだしょういんゆうしゅうのきゅうたく）〔萩市〕
- 萩藩主毛利家墓所（はぎはんしゅもうりけぼしょ）〔萩市・山口市〕
  - 天樹院墓所（毛利輝元墓所）
  - 大照院墓所
  - 東光寺墓所
  - 香山墓所
- 萩往還（はぎおうかん）〔萩市・山口市・防府市〕
- 白須たたら製鉄遺跡（しらすたたらせいてついせき）〔阿武郡阿武町〕

### 県指定
山口県指定史跡については山口県指定文化財一覧#史跡を参照のこと。